# Sèmola Teatre
Sèmola Teatre és una companyia teatral de Vic, fundada en 1978.
Joan Grau i Roca (Vic, Osona, 30-11-1958–Barcelona, 9-8-2005) va fundar la companyia el 1978, juntament amb  Fina Solà i Font (Vic, 13-2-1958 - Santa Eulàlia de Riuprimer, 20-9-2021) i Carles Pujols (Vic, 5-7-1954, que deixarà la companyia el 2000), i també ha estat el seu director fins a l'any 2005, quan perdé la vida en un accident de tràfic. Els seus membres treballen des del 1978 en circ i teatre. En una primera etapa (Circ Sèmola, 1978-1986) fa cercaviles, animació de carrer i creacions tendencialment circenses en carpa i a l’aire lliure. El 1986-1988, amb In concert, assolí prestigi en l'àmbit internacional, a més els va comporta la transició cap al tipus de propostes que acabaran caracteritzant la companyia vigatana, que des d’aleshores s’anomenarà Sèmola Teatre. Amb una dramatúrgia particular, fonamentada en la sorpresa i la investigació escènica, ha presentat Pols de matrimoni (1991), Híbrid (1992), Esperanto (1996), premi Kontatk 1999 al Teatre Wilama Horzycy de Polònia, Bailamos, estrenat durant el Grec 2000, Centivinticinc (2004).
La companyia va patir diverses dificultats més enllà del terreny artístic. Així, una tempesta de vent es va emportar la cúpula d'assaig a la masia del grup a Gurb. Després d'aquest incident, les companyies catalanes els van brindar l'espectacle "Sèmola Mola" al Teatre Victòria de Barcelona perquè poguessin reformar la seva seu, van participar companyies de tatre com Dagoll Dagom i Comediants. Posteriorment, el 2004, un foc va cremar la teulada de la masia on vivia Joan Grau, i va destruir bona part dels seus recursos materials. Aquest fet que els va obligar a fer definitivament de nòmades per a la creació dels seus espectacles. Malgrat tot, el suport dels col·lectius teatrals catalans i la bona acollida internacional del seu nou espectacle ajudaren la companyia a superar la crisi.
El 2004 al Port del Fòrum de Barcelona van fer un espectacle anomenat Somnis en unes nits d'estiu un cercavila per la zona del Fòrum, havien carroses amb diverses temàtiques i els actors les portaven al mateix temps que interpretaven el seu paper.
El seu fons es pot trobar al Centre de Documentació i Museu de les Arts Escèniques de l'Institut del Teatre (MAE), on conserven la documentació de les diverses obres de teatre que van realitzar. El seu fons conté plànols de l'escenografia, de la llum i les grades, les fotografies, negatius,... També, hi ha VHS, CD i DVD on hi han petits fragments de les obres. D'altra banda, hi han els dossiers de premsa on queda reflectit la importància d'aquesta companyia de teatre quan estaven en actiu. A més, hi ha la correspondència dels seus companys de professió donant el dol per la mort de Joan Grau.
Les seves obres de teatre es poden consultar a la Base de dades d'Espectacles del MAE, es poden cercar i conèixer en quins anys es van dur a terme i en quin teatre.